# Каллиник (Деликанис)
Митрополит Каллиник Делика́нис (греч. Μητροπολίτης Καλλίνικος Δελικάνης; 1855, Митилини — 11 января 1934, Хейбелиада) — епископ Константинопольской православной церкви, митрополит Кесарийский. Греческий историк и церковный писатель.

## Биография
Род. в семье священника Михаила Деликаниса в городе Митилини на острове Лесбос, по одним сведениям, около 1852 года, по другим — около 1855 года. Получил начальное образование в Митилини, затем поступил в военно-медицинское училище, которое вскоре оставил.
В 1877 года перешёл в католичество и продолжил образование в коллегиуме святого Афанасия в Риме, где получил диплом доктора богословия и был рукоположен во иерея униатским титулярным епископом Филиппийским и Драмским. Служил священником греческого обряда в Латеранском соборе в Риме.
В 1884 года возвратился в Православие и был признан священником без перерукоположения. В 1885 году отправился на Афон и провёл там более года, работая в монастырских библиотеках.
В 1886 году назначен преподавателем Патриаршей семинарии в квартале Балат. Одновременно давал уроки в греко-французском лицее Хадзихристоса и в училище Басмадзиду в Пере.
После закрытия Патриаршей семинарии стал настоятелем церкви святителя Николая Чудотворца в Галате, а затем священнопроповедником церкви Введения Пресвятой Богородицы в Пере.
В 1893 году назначен инспектором церковных школ Константинополя и пригородов, а в 6 марта 1901 года — архивариусом Константинопольской Патриархии и главным редактором газеты К-польской Православной Церкви «Εκκλησιαστική Αλήθεια» (Церковная правда). В 1902 года возведен в сан архимандрита. В это время он неустанно трудился над организацией архива, одновременно издавая множество документов и статей.
13 сентября 1909 года в патриаршем храме Святого Георгия в Фанаре в Константинополе был рукоположен в сан митрополита Бератского. Хиротонию совершили: Патриарх Иоаким III, митрополит Никомедийский Филофей (Вриениос), митрополит Никейский Иероним (Горгиас), митрополит Анкирский Софроний (Нистопулос), митрополит Элассонский Поликарп (Варвакис), митрополит Приконнисский Софроний (Аргиропулос), митрополит Илиопольский Панарет (Петридис) и митрополит Саранта-Эклисийский Анфим (Анастасиадис).
23 июня 1911 года он был избран митрополитом Верийским.
Через год ему представилась возможность отпраздновать вместе со своей паствой освобождение города от долгого турецкого ига и принять в Верии кронпринца Константина.
Во время первой мировой войны митрополита Веррийский Каллиник стал членом Архиерейского совета в Салониках, который управлял епархиями Константинопольского патриархата на присоединенных к Греции территориях. Являлся последовательным сторонником премьер-министра Греции Элефтериоса Венизелоса. На Высшем церковном суде в августе-ноябре 1917 года выступил за низложение митрополита Афинского Феоклита (Минопулоса) и ряда архиереев, бывших инициаторами предания анафеме Венизелоса в декабре 1916 года.
10 февраля 1922 года избран митрополитом Кизикским.
В мае-июне 1923 года был представителем Константинопольского патриархата на «Всеправославном конгрессе» и заместителем председателя на нём (председателем был Патриарх Мелетий (Метаксакис)). Участвовал в догматическо-канонической комиссии «Всеправославного конгресса» и отстаивал календарную реформу, утверждая, что переход православных Церквей на новый стиль не имеет связи с догматами, а представляет собой чисто астрономическую проблему. Был в числе сторонников реформы брачного права для духовенства и выступал за сближение православной Церкви с англиканами и старокатоликами.
26 июля 1932 года он был избран митрополитом Кесарийским.
Скончался 11 сентября 1934 года на острове Хейбелиада. Похоронен на кладбище монастыря иконы Божией Матери «Живоносный Источник» в Балыклы.